# Batalla de Pisky (2022)
La batalla de Pisky fue una serie de enfrentamientos militares por el control de la ciudad fantasma de Pisky, ubicada a las afueras de la ciudad de Donetsk, entre las Fuerzas Armadas de Ucrania y las Fuerzas Armadas de Rusia y las milicias separatistas de la R.P. de Donetsk en el contexto de la batalla del Dombás de la campaña de Ucrania oriental. Las fuerzas rusas y separatistas prorrusas capturaron por completo a Pisky el 24 de agosto de 2022.

## Fondo
Pisky era un asentamiento de primera línea en el óblast de Donetsk que se considera un pueblo fantasma, ya que no ha tenido una población civil significativa desde 2014 con la guerra del Dombás. Situada a pocos metros del territorio separatista antes de la batalla, la 56.ª Brigada Motorizada de Ucrania pasó años fortificando el pueblo, con personal de guarnición luchando desde sótanos y trincheras, y el uso de pasos elevados de carreteras como áreas de preparación. Las autoridades de la República Popular de Donetsk (RPD) acusaron a Ucrania de llevar a cabo bombardeos en la ciudad de Donetsk desde las áreas de Pisky y Krasnogórivka.
Los enfrentamientos en torno a Pisky se intensificaron en abril de 2022 con el comienzo de la batalla del Dombás, y el teniente ucraniano Denys Gordiev afirmó que los bombardeos y ataques con cohetes rusos eran algo cotidiano en la ciudad. Las fuerzas ucranianas sobre el terreno estaban utilizando armamento de la era soviética en esta época, con pequeñas cantidades de armamento extranjero. Para abril de 2022, solo quedaban 11 personas en la ciudad, de un nivel antes de la guerra, que era un total de 2160.
En la noche del 18 de abril, las fuerzas rusas lanzaron una intensa campaña de bombardeos contra las posiciones ucranianas en los óblasts de Lugansk, Donetsk y Járkov, dando comienzo de los enfrentamientos en el frente del Dombás. El bombardeo ruso de Pisky continuó durante julio, y Ucrania afirmó que las fuerzas rusas habían usado uniformes ucranianos durante un asalto a fines de julio. En la noche del 28 al 29 de julio, los rusos acusaron a los ucranianos de haber lanzado un ataque con sistemas de cohetes HIMARS suministrados por Estados Unidos desde el área de Pisky, Márinka y Vugledar, y el mismo día se decidió lanzar una ofensiva general en dirección a esos tres lugares.

## Batalla
Las fuerzas separatistas rusas y de la RPD lanzaron un asalto a Pisky el 28 de julio, con la RPD reclamando ganancias no especificadas y Ucrania afirmando haber rechazado los ataques. Las fuerzas rusas y de la RPD hicieron más avances durante los días siguientes, y el ministro de información de la RPD, Daniil Bezsonov, afirmó que la RPD había capturado la parte sureste de Pisky. El 5 de agosto, la RPD afirmó falsamente que había tomado el control total de Pisky y el gobernador del óblast de Donetsk, Pavlo Kyrylenko, afirmó que Pisky todavía estaba en disputa. Las afirmaciones rusas y de la RPD de capturar la ciudad se repitieron tres veces más entre el 5 de agosto y el 2 de septiembre.
A principios de agosto, Ucrania afirmó que repelía los ataques rusos contra Pisky diariamente, aunque las fuerzas rusas estaban logrando avances cada vez mayores en la ciudad. El 7 de agosto surgieron imágenes de combate geolocalizadas que mostraban tropas rusas en el centro de Pisky. Los soldados ucranianos describieron la lucha en Pisky como "una picadora de carne sin sentido", citando grandes pérdidas y la falta de capacidad de fuego de contrabatería en respuesta al bombardeo de la artillería rusa. Volodymyr Rehesha, un comandante ucraniano durante la batalla, afirmó que las batallas en la ciudad se estaban librando "empujando [a los ucranianos] por 1 metro, 10 metros". Las imágenes de combate y las imágenes satelitales revelaron el 11 de agosto que gran parte de Pisky había sido arrasada por el bombardeo de la artillería rusa, que supuestamente incluía sistemas de artillería termobárica TOS-1A.
El Instituto para el Estudio de la Guerra (ISW), un grupo de expertos y observador de guerra con sede en EE. UU., evaluó que las fuerzas rusas y de la RPD tenían el control de gran parte de Pisky el 24 de agosto, y que los combates continuaban en las afueras del norte de la ciudad. Las imágenes geolocalizadas publicadas en línea mostraban a las tropas de la RPD izando una bandera de la Victoria soviética cerca del centro de Pisky, aparentemente despreocupadas por el fuego de artillería ucraniano.
Vitalii Barabash, el jefe de Avdíivka, afirmó el 29 de agosto que Ucrania controlaba la mitad de Pisky. Sin embargo, el ministro de Defensa ruso, Serguéi Shoigú, confirmó el 2 de septiembre que Pisky estaba bajo control ruso.

## Secuelas
El comandante ucraniano Volodymyr Rehesha afirmó el 28 de agosto que Ucrania había sufrido 500 muertes en combate y un número no especificado de heridos durante la batalla de Pisky.
Después de asegurar Pisky, los rusos comenzaron a avanzar hacia el oeste hacia Pervomaiske, con los rusos capturando un área montañosa en el área de Pisky y el 11º Regimiento de la DPR capturando un puente en el acceso a la ciudad, según fuentes rusas.